# Vrážský potok (přítok Stropnice)
Vrážský potok je menší vodní tok v Novohradském podhůří, levostranný přítok Stropnice v okrese České Budějovice v Jihočeském kraji. Délka toku měří jeden 1,832 km.

## Průběh toku
Potok pramení pod kopcem Na Vrchách (528 m) jihozápadně od Čeřejova v nadmořské výšce 517 metrů a teče severozápadním směrem. Potok protéká PP Zámek a pod zaniklým hradem Újezdec. Naproti místní čističce odpadních vod jižně od Ostrolovského Újezda se Vrážský potok zleva vlévá do Stropnice v nadmořské výšce 438 metrů.